# Teknisk specifikation
En Teknisk specifikation, i dagligt tal "spec",  är ett dokument som beskriver en produkt, en komponent eller ett systems tekniska egenskaper. En tekniskt specifikation kan också användas som ett dokument som beskriver vilka tekniska krav som ställs på en viss produkt och kallas då för "kravspecifikation". Att systematiskt arbeta med elicitering, analys och formulering av systemkrav i specifikationer studeras inom kravhantering.